# اویلق (ورزقان)
اویلق یکی از روستاهای استان آذربایجان شرقی است که در دهستان سینا بخش مرکزی شهرستان ورزقان واقع شده‌است.
جمیعت : 600 نفر